# Denys Kaliberda
Denys Kaliberda (in ucraino Денис Вікторович Каліберда?, Denys Viktorovyč Kaliberda; Poltava, 24 giugno 1990) è un pallavolista ucraino naturalizzato tedesco, schiacciatore della Top Volley Latina.

## Biografia
È il figlio dell'ex pallavolista ucraino Viktor Kaliberda.

## Carriera

### Club
La carriera di Denys Kaliberda inizia nelle giovanili dello Charlottenburg. In seguito entra a par parte della formazione federale dell'Olympia Berlino, con cui è inizialmente impegnato nelle categorie minori del campionato tedesco, venendo promosso nella  squadra impegnata in 1. Bundesliga nella stagione 2006-07.
Nel campionato 2009-10, quando approda all'Unterhaching, dove in tre annate conquista due coppe nazionali consecutive, trasferendosi quindi all'estero nella stagione 2012-13, accasandosi nella Serie A1 italiana, dove viene tesserato dalla Callipo di Vibo Valentia e poi, per l'annata successiva, dal Piacenza, con cui vince la Coppa Italia. Dopo un'annata allo Jastrzębski Węgiel, militante nella Polska Liga Siatkówki, ritorna in Italia nella stagione 2015-16, difendendo i colori della Sir Safety Perugia, restando nella medesima divisione anche nella stagione seguente, vestendo però la maglia della Lube, club con cui vince la Coppa Italia e lo scudetto.
Nel campionato 2017-18 si trasferisce in Turchia, prendendo parte alla Efeler Ligi con lo Ziraat Bankası,   mentre nel campionato seguente si accasa al Modena, dove in due annate conquista una Supercoppa italiana. Nel dicembre 2020 torna a stagione in corsa a vestire la maglia dello Charlottenburg, aggiudicandosi lo scudetto: resta inattivo anche nella prima metà dell'annata 2021-22, accasandosi nel gennaio 2022 al Netzhoppers, sempre nella massima divisione tedesca.
Nella stagione 2022-23 ritorna in Superlega con la Top Volley Latina.

### Nazionale
Nel 2008 viene convocato dalla nazionale under 20 tedesca per il campionato europeo di categoria, dove conquista la medaglia d'argento.
Entra a far parte della nazionale maggiore nel 2010, esordendo in occasione della World League. In seguito conquista la medaglia di bronzo al campionato mondiale 2014, l'oro ai I Giochi europei e la medaglia d'argento al campionato europeo 2017, dove viene premiato come miglior schiacciatore.

## Palmarès

### Club
- Campionato italiano: 1

2016-17
- Campionato tedesco: 1

2020-21
- Coppa di Germania: 2

2009-10, 2010-11
- Coppa Italia: 2

2013-14, 2016-17
- Supercoppa italiana: 1

2018

### Nazionale (competizioni minori)
- Campionato europeo under 20 2008
- Memorial Hubert Wagner 2012
- Giochi europei 2015

### Premi individuali
- 2017 - Campionato europeo: Miglior schiacciatore
- 2020 - Qualificazioni europee ai Giochi della XXXII Olimpiade: Miglior schiacciatore